# Castillo de Rueda de Jalón
El castillo de Rueda de Jalón es un castillo medieval de propiedad particular situado en el municipio zaragozano de Rueda de Jalón y que se encuentra en grave riesgo ruina.

## Historia
Rueda de Jalón llamada en otros Rota o Rotalyeu, fue conquistada por los Banu Qasi, de Zaragoza en el año 882. Existen noticias de que en 935 fue sitiado por Durrí, general de Abderramán III, cuando estaba en manos de Tuchibí, del reino de taifa de Zaragoza.
En el año 1083, siendo alcaide de la fortaleza el caudillo Al-Mustaín, Alfonso VI de León plantó cerco aunque no llegó a conquistarla. Posteriormente, Amed-Saif-Dola, hijo y sucesor en Rueda de los Banu Hud, cambió el lugar con Alfonso VII de León por un terreno en Toledo. Por fin, la plaza fue definitivamente reconquistada por Alfonso I el Batallador. 
Constan como tenentes de Alfonso II de Aragón entre otros Pedro Ortiz en 1165 o Ortún de Sotiu en 1178. En 1228 Alfonso III de Aragón entregó el castillo a los nobles de la Unión. Jaime II de Aragón lo entregó en rehenes a su prometida Isabel de Castilla y en 1291 aparece como propiedad de Lope Ferrench de Luna, VII señorío Luna y siguió en tenencia de los Luna hasta 1315. En 1391 Juan I de Aragón lo vendió a Ramón de Perelló, dos años después lo compró el señor de Épila, que lo unió a sus señoríos, convirtiéndose más tarde en vizconde de Rueda.

## Descripción
La fortaleza es un amplio recinto triangular situado sobre un espolón inaccesible por dos de sus lados accediéndose por el tercero donde se encontraba la puerta de acceso al recinto que hoy día no existe. El recinto se distribuye en tres niveles escalonados. En el más alto tenemos una torre, que ha perdido el remate y la puerta de acceso. En el nivel medio queda un lienzo de muralla en el que se pueden reconocer los arranques de los muros de varias dependencias rectangulares y algunos muros de tapial que serían la zona residencial. El nivel inferior era el más amplio y llano, pero apenas quedan restos visibles. 
Se conserva un tramo de muralla almenada que conecta con una torre albarrana que protegía el acceso. Esta torre es de planta cuadrada, con puerta y ventanas de estilo califal. También se conserva un aljibe subterráneo, al que se puede acceder por unas escaleras talladas en la roca. En lo alto de la montaña se alzan dos hermosas torres cuadradas construidas en tapial. El castillo se encuentra en estado ruinoso, aunque conservando algunos muros de considerable volumen formando un conjunto de importancia relevante. Se encuentra en un estado de conservación lamentable lo que hace que esté incluido en la Lista roja de patrimonio en peligro (España).